# 平原村 (愛知県)
平原村（ひらはらむら）は、かつて愛知県幡豆郡にあった村である。
現在の西尾市東部（平原町など）に該当する。

## 沿革
- 1889年（明治22年）10月1日 - 平原村が発足。
  - 室場村、花明村、家武村、平原村で、役場事務組合（室場村外三か村組合）が設立される。
- 1932年（昭和7年）9月1日 - 室場村、花明村、家武村と合併し、室場村が発足。同日平原村は廃止。